# Steinzeitmuseum Platt

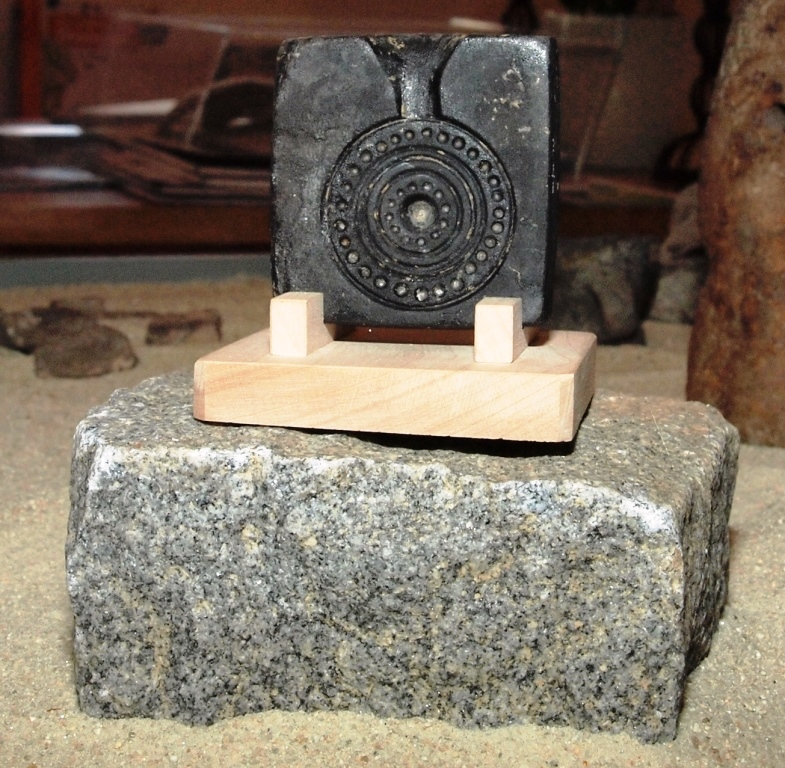
Einziges zweiseitiges Schmuck-Model. Das Model ist für die Produktion von Stachelscheiben und besteht aus Sandstein. Damit konnten zwei Schmuckstücke gleichzeitig hergestellt werden

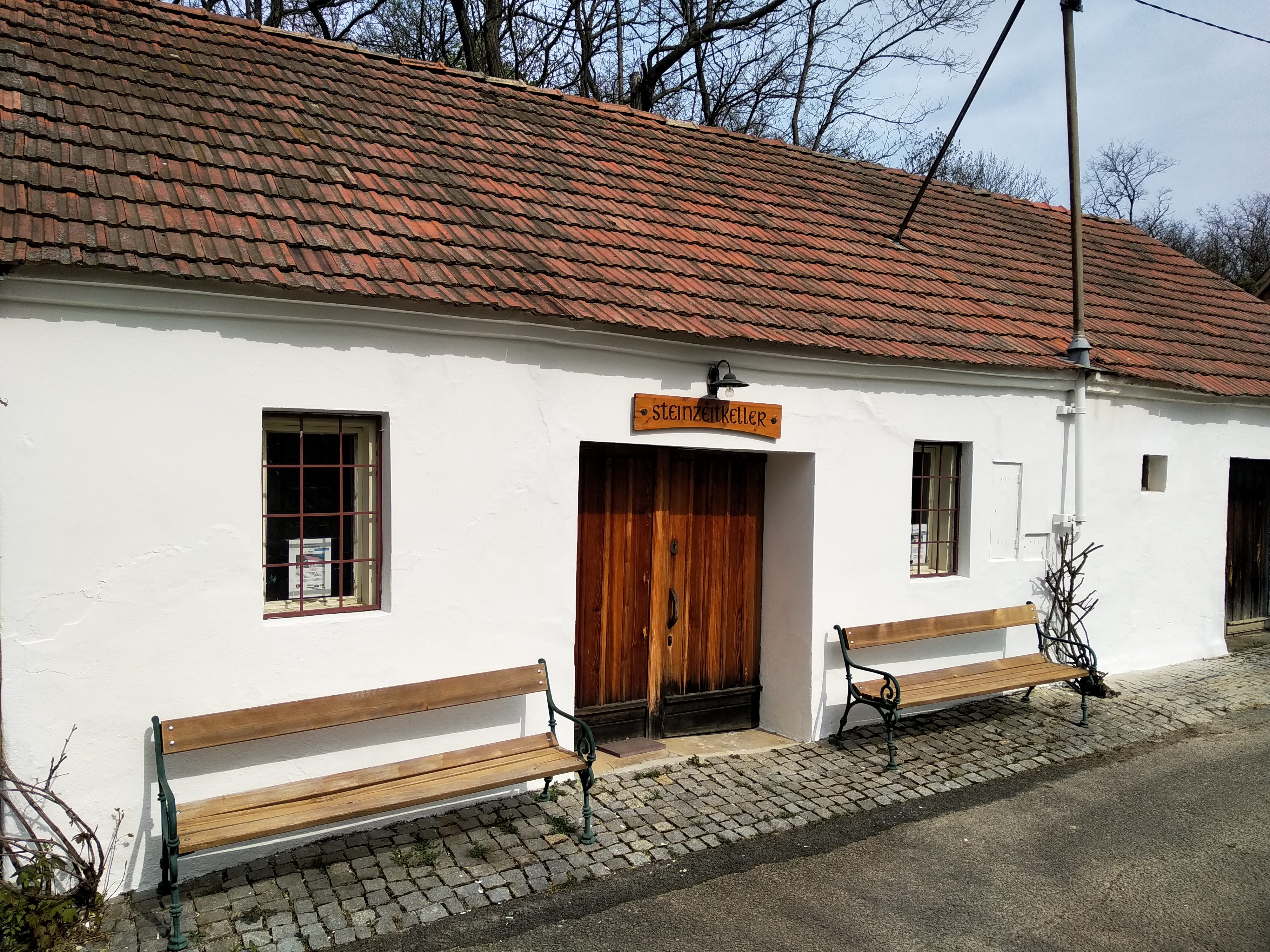
Außenansicht des Steinzeitkellers „Steinzeit & Weinzeit“

Der Steinzeitkeller Platt in der Gemeinde Zellerndorf, seit 2022 Steinzeit- & Keltenkeller Platt Bezirk Hollabrunn in Niederösterreich, ist in einem Doppel-Presshaus mit einer mehr als 200 Jahre alten Baumpresse untergebracht. Es wurde im Jahr 2007 mit ausschließlich vor Ort gefundenen Objekten aus der Stein- und Bronzezeit eröffnet. Das Museum steht unter dem Motto „Steinzeit & Weinzeit“, welches den regionalen Weinbau und die Heurigenkultur mit der außergewöhnlich langen Geschichte des Ortes verknüpfen soll.

## Geschichte des Museums

### Steinzeitkeller
Den Einheimischen war schon lange bekannt, dass bei Erdarbeiten in der Umgebung immer wieder Überreste von Keramiken ans Tageslicht kamen. Diesen Funden wurde aber nie größere Beachtung geschenkt. Im Jahr 1978 fand ein Bauer auf seinem Feld ein unbeschädigtes Steinbeil (Setzbeil), das aber als Streufund interpretiert wurde, da im nahen Zellerndorf in den 1930er Jahren reiche Funde aus der Steinzeit und aus der Zeit der Völkerwanderungszeit gemacht worden waren. In den späten 1980er Jahren wurden Ilse Schöndorfer und Franz Hnizdo auf die Funde aufmerksam, begannen sie zu sammeln und Ausgrabungen zu organisieren. Es wurden Grabungen mit Wolfgang Neubauer und dem Verein ASINOE durchgeführt. Die Funde wurden in Wanderausstellungen präsentiert. Nach mehreren Jahren entschied sich die Gemeinde als Rechtsträgerin, ein dauerhaftes Museum nahe der Fundstellen zu finanzieren. Seit 2007 befindet sich das Museum nun in Platt und erfreut sich jährlich steigender Beliebtheit.

### Keltenkeller
Im Jahr 2021 wurde das Museum erweitert und über eine Kooperation mit dem NHM Wien werden seit 2022 die Funde der Keltensiedlung Sandberg im neuen Teil des Museums ausgestellt. Platt (Gemeinde Zellerndorf) hat wie Roseldorf (Gemeinde Sitzendorf an der Schmida) einen Anteil am Sandberg. Zusammen mit dem Verein "Forum Sandberg" wird die Ausstellung laufend erweitert und vergrößert.

### Auszeichnungen
2022 erhielt das Steinzeitkeller-Museum Platt das Österreichische Museumsgütesiegel.

## Fundsituation in Platt
Platt ist einer der wenigen Orte, für die eine Besiedelung seit der Jungsteinzeit bis heute nachgewiesen ist. Die ältesten Belege stammen von den Notenkopfkeramikern, die hier vor etwa 7300 Jahren eine erste Siedlung gründeten. Reste mehrere Langhäuser in typischer Bauweise wurden gefunden. Die Folgekulturen, die hier siedelten – wie Lengyel-Kultur, Aunjetitzer Kultur oder Baalberger Kultur – hinterließen einen reichen Fundkomplex, der bisher nicht annähernd ergraben ist. Zum Gesamtkomplex gehört auch die Keltensiedlung Sandberg, welche die größte keltische Siedlung, sowie Österreichs älteste Münzprägestätte war und nach den heutigen politischen Grenzen größtenteils im Nachbarort Roseldorf liegt.

## Ausstellung
Die ältesten gefundenen Keramiken stammen von den sogenannten Notenkopfkeramikern, einer Variation der Linearbandkeramischen Kultur  vor etwa 7400 Jahren. Auch von der Folgekultur, der Lengyel-Kultur sind Gebäude und viele Keramiken bezeugt, welche im Museum besichtigt werden können. So wurde neben Bemaltkeramiken in seltener, extrem dünner Qualität auch eine komplette steinzeitliche Küche gefunden, die im Museum zu besichtigen ist. Als eines der Prunkstücke gilt dabei eine Trichterflasche mit Ösen (Ösenkranzflasche), die vermutlich als Trinkwasserspender gedient hat. Eine große Anzahl an Funden findet sich auch aus der Bronzezeit, wo unter anderem auch das einzige bekannte zweiseitige Model zur Schmuckherstellung gefunden wurde. Es ist ein Model für Stachelscheiben, deren Kopien auch im Museum erworben werden können.
Die Keltenausstellung, welche fast ausschließlich mit Exponaten aus dem NHM Wien bestückt ist, bildet ein weiteres Herzstück der Ausstellung.